# Agathia abacta
Agathia abacta är en fjärilsart som beskrevs av Louis Beethoven Prout 1935. Agathia abacta ingår i släktet Agathia och familjen mätare. Inga underarter finns listade i Catalogue of Life.